# Cruzeiro (São Tomé)
Cruzeiro é uma aldeia de São Tomé e Príncipe, localiza-se no Distrito de Caué, ilha de São Tomé, próxima às localidades de Santelmo, Guaiaquil e de Rosário.